# Sarcoma de partes blandas
El sarcoma de partes blandas es un sarcoma generado en los tejidos blandos orgánicos (conectivo fibroso, músculos lisos y estriados, tejido adiposo, nervios, vasos sanguíneos...). Se conoce también como el tumor del joven adulto porque suele atacar a individuos desde los 15 a los 35 años.
Se presenta más frecuentemente en las extremidades superiores e inferiores (brazos, manos, piernas, pies). Precisamente debido a la posición cercana a huesos, a veces es difícil hacer una intervención quirúrgica. De hecho, hasta hace pocos años normalmente se amputaba la extremidad comprometida. 
Los avances de la cirugía y quimioterapia preoperatoria permiten intentar exégesis del tumor sin recurrir al tratamiento mutilante, pero sigue siendo necesario por la índole de diseminación del tumor, quitar no solamente el sarcoma, sino un buen margen de tejido sano (de 1 a 1,5 centímetros alrededor). En el caso de manos y pies, debido al menor tamaño de estos, se retira solo el sarcoma, procediendo luego a tratamiento de radioterapia postoperatoria sobre el lecho tumoral y la cicatriz, con amplio margen. 
Resulta evidente que esta cirugía ha de ser realizada por un equipo multidisciplinar y que el diagnóstico se haga a tiempo, pues resulta fácil confundir el tumor con un quiste benigno.